# 앙투안뱅상 아르노
| 불문학 La Littérature française |
| 불문학 프랑스 문학 프랑스어 |
| 프랑스 문학사 |
| 중세 프랑스 문학 프랑스 르네상스 문학 • 17세기 프랑스 문학 18세기 프랑스 문학 • 19세기 프랑스 문학 20세기 프랑스 문학 • 동시대 프랑스 문학 |
| 문예사조 |
| 자연주의 • 상징주의 초현실주의 • 실존주의 누보 로망 부조리극                                                                               |
| 주요 작가들 |
| 몰리에르 • 장 라신 • 오노레 드 발자크 스탕달 • 귀스타브 플로베르 에밀 졸라 • 마르셀 프루스트 사무엘 베케트 • 알베르 카뮈                   |
| 포털 |
| 포털:프랑스 • 포털:문학 • 포털:불문학 |

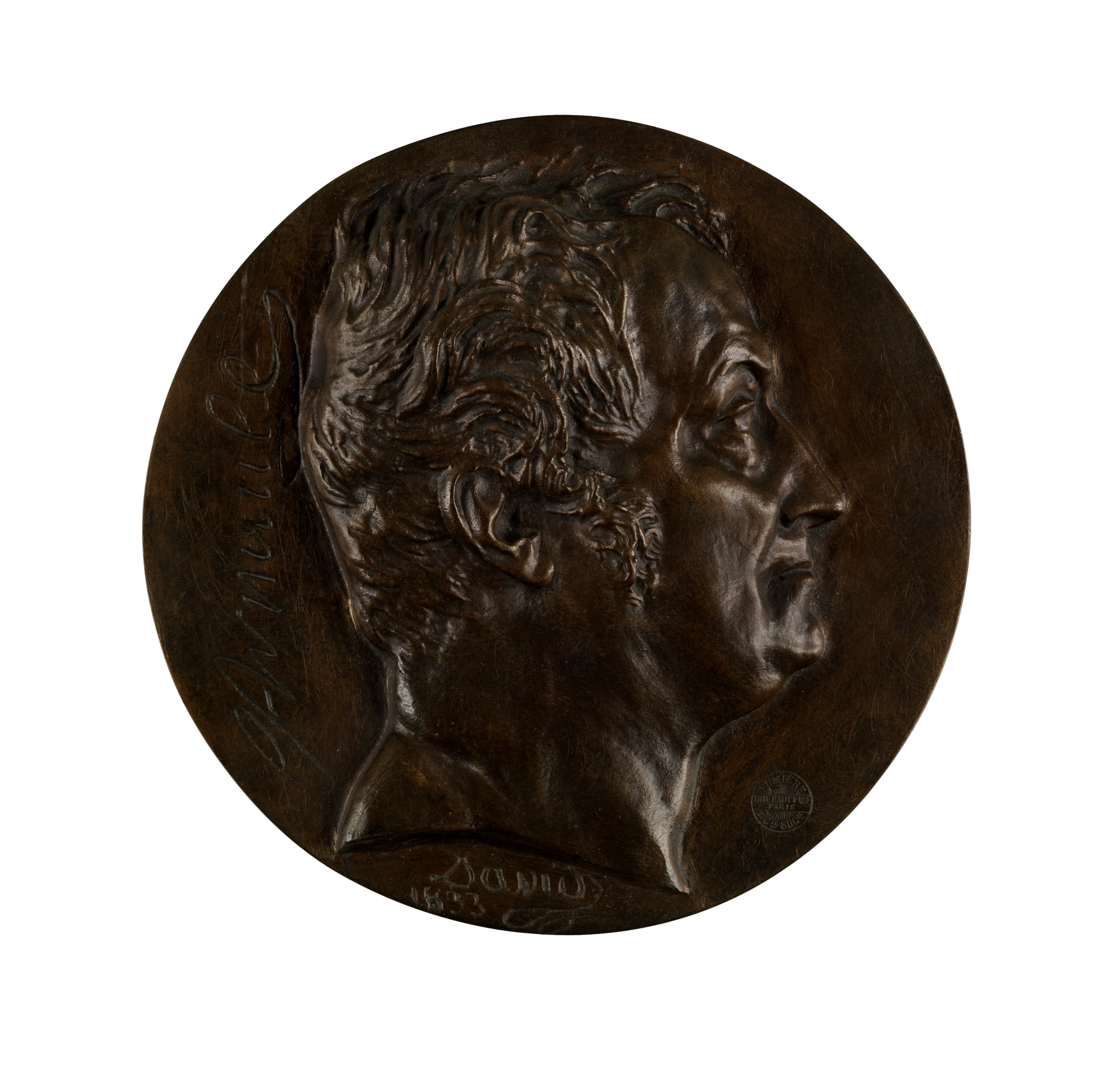
1833년의 다비드 당제의 앙투안뱅상 아르노의 메달리온

앙투안뱅상 아르노(프랑스어: Antoine-Vincent Arnault, 1766년 9월 17일 ~ 1834년 9월 16일)는 프랑스의 시인, 작가, 극작가, 소설가, 저술가, 정치인, 시나리오 작가며, 18세기 후반부터 19세기 초반에 걸쳐 활동한 인물이다. 그는 프랑스 혁명과 나폴레옹 시대 관통하며 고전주의 희곡과 정치적 저작권으로 명성을 얻었다.

## 생애

### 초기 생애와 문학 활동 시작
앙투안뱅상 아르노는 1766년 9월 17일 파리에서 태어났다. 젊은 시절부터 문학에 관심을 보였으며, 특히 고전극 양식에 따라 희곡을 썼다. 앙투안뱅상 아르노는 주로 비극 작가로 활동했다. 그의 작품은 장 라신과 같은. 고전주의 극작가들의 영향을 받았다. 걸작으로 다음과 같은 비극이 있다. 《민투르네의 가이우스 마리우스》는 그의 초기 성공작으로, 공화주의적 메시지를 담고 있어 당시 분위기와도 잘 맞았다. 《루크레티아》, 《호라티우스》 등고대 로마를 소재로 한 비극들이 많았다.

### 정치와 혁명

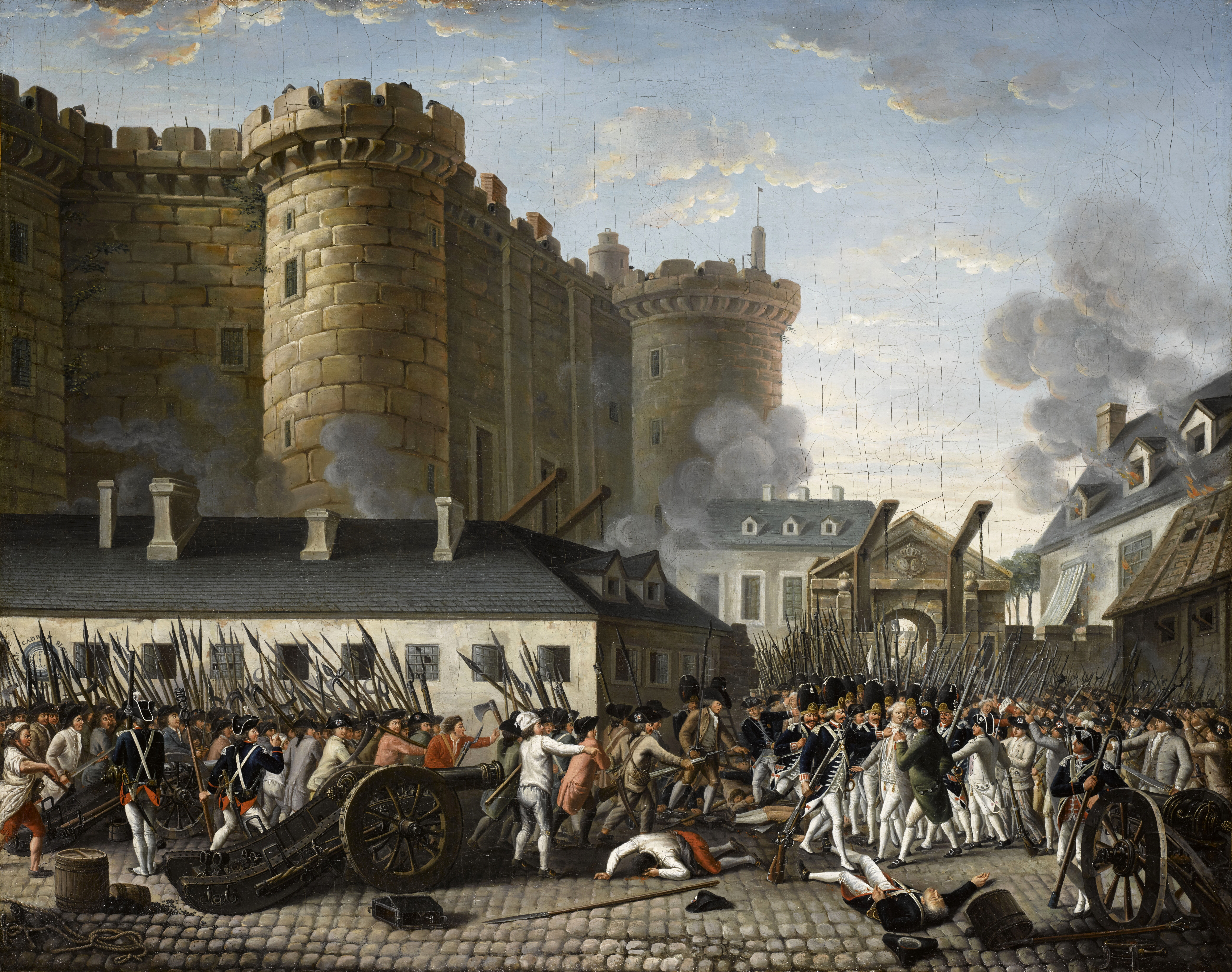
1789년 7월 14일의 바스티유 습격

프랑스 혁명기에 공화주의적 성향을 보였고, 이후 나폴레옹 보니파르트와 가까운 관계를 맺었다. 나폴레옹 보나파르트 아래에서 관리직에 임명되며 그의 정치 경력도 시작된다. 그는 나폴레옹 보나파르트에 의해 아카데미 프랑세즈의 회원으로도 선출됐다.

### 말년과 사망

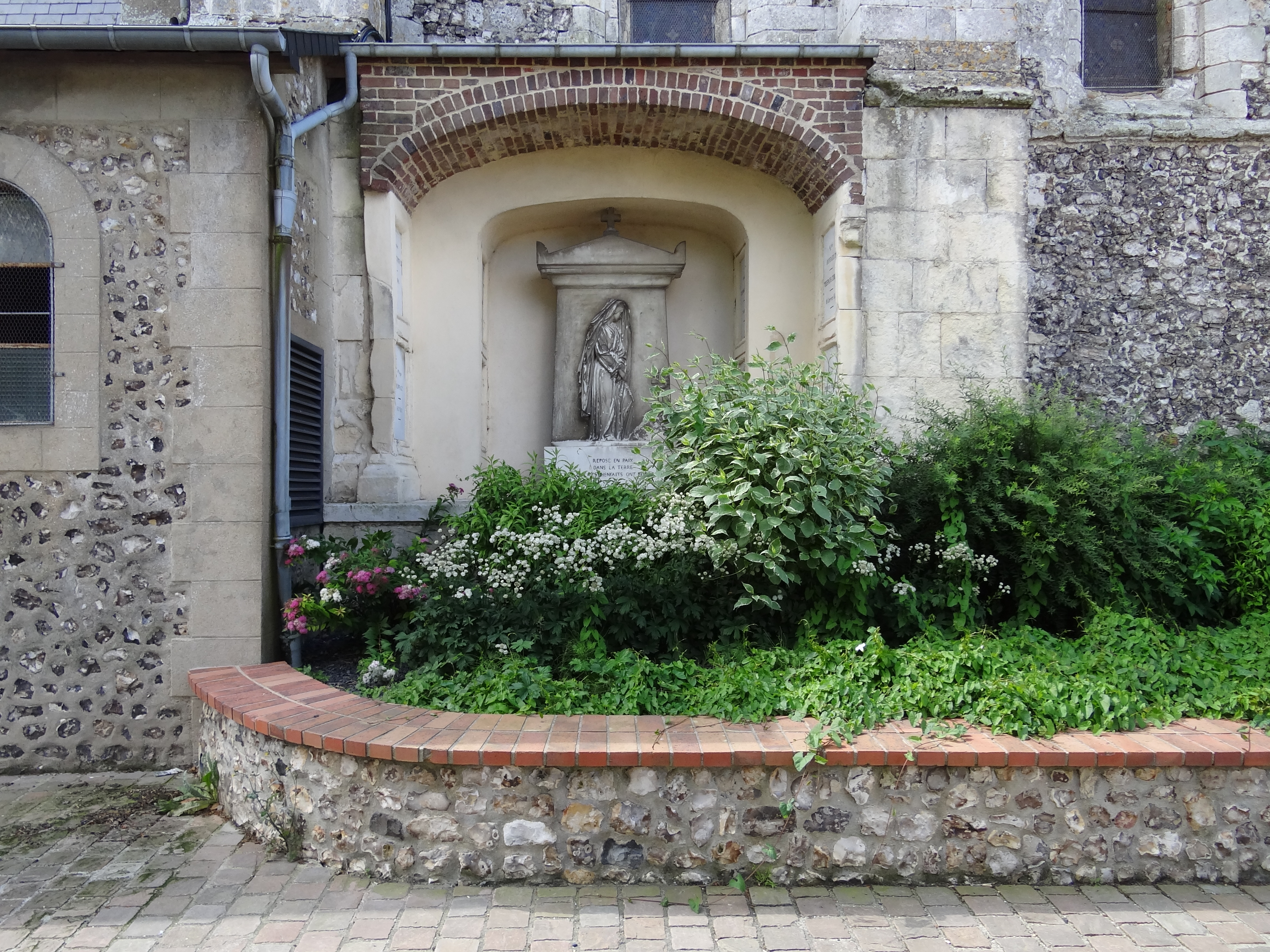
생조르주 교회 (브레오테)에 있는 앙투안뱅상 아르노의 무덤

나폴레옹의 몰락 이후, 앙투안뱅상 아르노는 정치적으로 불이익을 당해 망명 생활을 하기도 했다. 이후 다시 프랑스로 돌아와 문학과 번역 작업에 몰두했다. 그의 후반기 작품은 고전 번역이나 도덕적, 철학적 성찰이 담긴 시나 수필 성격의 글이 많았다. 1834년 9월 16일에 브레오테에서 자연사로 68세를 일기로 세상을 떠났다.

## 유산
앙투안뱅상 아르노는 고전주의 전통을 계승하면서도 공화주의적 열망을 담은 작품으로 프랑스 문학사의 중요한 흔적을 남겼다. 아카데미 프랑세즈의 회원으로서 문학뿐만 아니라 언어와 문화의 보존에도 기여했다. 그의 생애와 작품은 프랑스 혁명, 나폴레옹 시대, 부르봉 왕정복고의 굵직한 역사적 흐름 속에서 문학과 정치가 어떻게 교차하는지를 보여주는 중요한 사례다.

## 같이 보기
- 장 라신
- 고전주의
- 영웅 소설
- 프랑스 문학
- 나폴레옹 보나파르트